# Txètniks
Els txètniks (en serbi Четници, četnici en alfabet llatí) eren els membres d'una guerrilla nacionalista i monàrquica sèrbia que el segle xix va combatre la dominació otomana. Durant la Segona Guerra Mundial, i dirigits per Draža Mihailović, s'enfrontaren als ústaixes i als partisans, realitzant operacions de neteja ètnica a l'est de Bòsnia contra la població no-sèrbia, especialment contra els musulmans. Des d'aleshores la paraula txètnik ha quedat associada al nacionalisme serbi més radical i expansionista, i es tornà a utilitzar durant la Guerra dels Balcans per a designar unitats militars sèrbies. El mot txètnik prové de la paraula serbocroata (adaptada del turc) četa, en plural čete, que significa companyia militar.

## Els txètniks de Ravna Gora

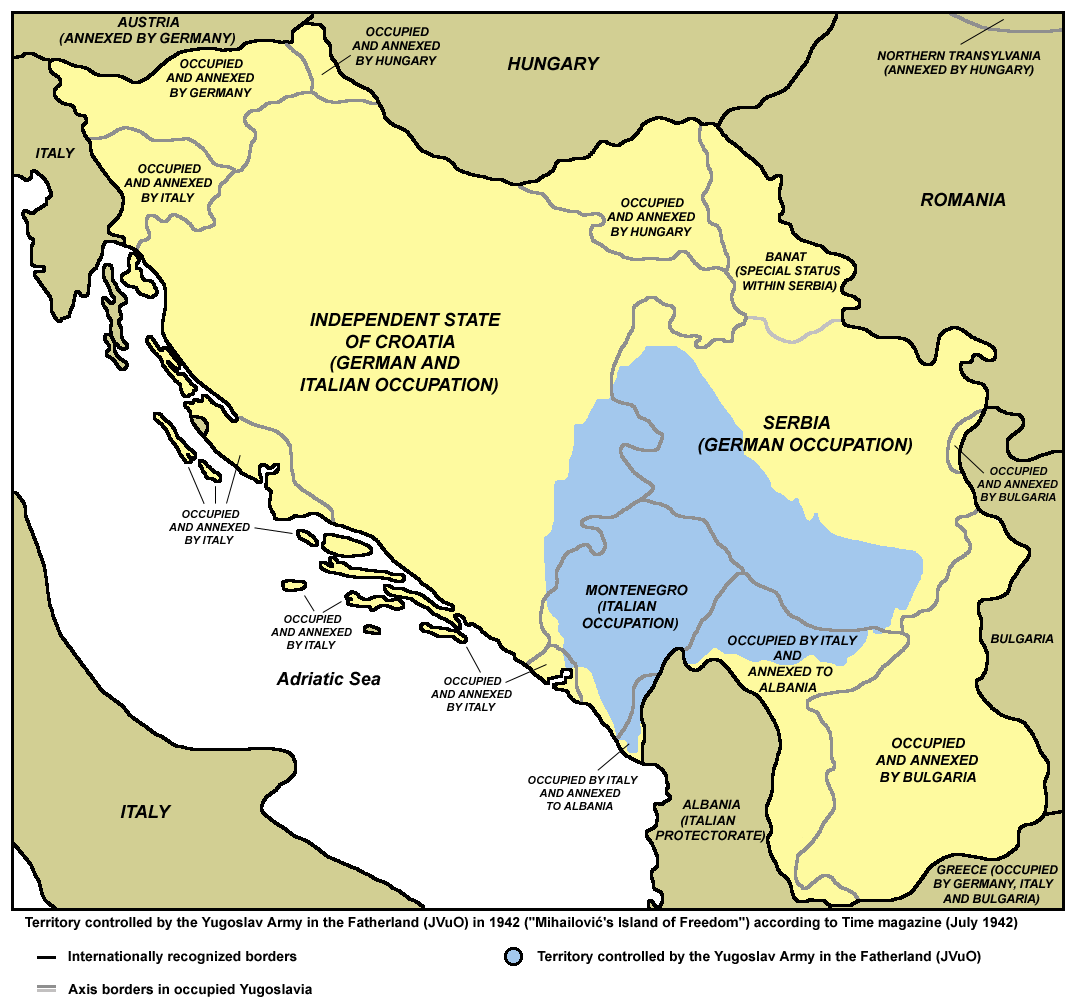
En blau, el territori controlat per l'Exèrcit Patriòtic Iugoslau, el 1942

El terme reaparegué durant la Segona Guerra Mundial, quan després de l'ocupació de Iugoslàvia Draža Mihailović va agrupar a Ravna Gora un exèrcit guerriller, anomenat Exèrcit Patriotic Iugoslau (Југословенска војска у отаџбини, Jugoslovenska vojska o otadžbini). Per aquest motiu, aquesta guerrilla monàrquica i nacionalista també ha estat coneguda com el moviment txètnik de Ravna Gora, per a diferenciar-la d'altres usos de la paraula txètnik. Va lluitar contra els ústaixes i els partisans socialistes, amb la col·laboració dels aliats, primer, i les potències de l'Eix quan els britànics els retiraren el suport. En aquesta època també es van dur a terme actuacions de neteja ètnica a Iugoslàvia, fonamentalment contra els musulmans en la part oriental de Bòsnia i Hercegovina. El moviment txètnik estava En aquesta època, però, sembla que dins dels txètniks, a part dels serbis i montenegrins, hi havia un petit percentatge d'eslovens, croats i musulmans.
Després de 1943, els aliats, que havien donat suport als txètniks, van canviar i van donar el seu suport a l'escamot rival, la dels partisans. El 1944 el govern iugoslau va reconèixer als partisans com a Forces Armades legítimes i va ordenar als txètniks que s'unissin al nou exèrcit iugoslau. Alguns es van negar a fer-ho i durant l'abril i el maig de 1945, mentre el victoriós exèrcit iugoslau prenia possessió del territori, es retiraven cap a Itàlia i un petit grup cap a Àustria. Molts van ser capturats pels partisans o retornats a Iugoslàvia per les forces britàniques. Uns altres van ser jutjats per traïció o alliberats, amb sentències de presó o mort. Va haver moltes execucions sumàries, especialment en els primers mesos després de la fi de la guerra. El 1946 les últimes unitats txètniks sota el comandament de Draža Mihailović van ser capturades a Bòsnia. Va ser jutjat, declarat culpable de traïció i executat.

## Postguerra
Passada la Segona Guerra Mundial, el terme ha designat els sectors més nacionalistes partidaris de la Gran Sèrbia. Després dels episodis de represàlies, alguns txètniks van escapar i amb altres emigrants serbis van formar associacions nacionalistes en països com els EUA, Gran Bretanya i Austràlia, i van continuar glorificant la ideologia i iconografia txètnik, que era il·legal durant el període socialista de Iugoslàvia, ja que dona suport la idea d'una Gran Sèrbia a costa dels territoris de Bòsnia i Hercegovina, Croàcia i, per descomptat, Montenegro (encara que amb els croats existia la possibilitat d'una aliança estratègica de cara la lluita contra grups no serbocroats i cristians, especialment bosnians i albanokosovars musulmans, fins i tot gitanos, rutens, magiars, llatins (romanesos i italians), etc., en un clar matís racista i ètnic excloent).

## Guerra dels Balcans
A la fi de la dècada de 1980, Slobodan Milošević va arribar al poder a Sèrbia i els txètniks van ser rehabilitats (encara que de manera no oficial). Es va acabar la prohibició que pesava sobre la seva literatura i els seus símbols. Van aparèixer nous partits d'oposició que defensaven obertament el paper dels txètniks durant la Segona Guerra Mundial i deien que la història oficial havia estat falsejada.
Polítics com ara Vuk Drašković i Vojislav Šešelj van organitzar unitats paramilitars que demanaven l'ús de la força per part dels serbis, per a resoldre les tensions nacionalistes a Iugoslàvia i assegurar que els territoris habitats per serbis en les altres repúbliques iugoslaves romandrien unides a Sèrbia. Durant la Guerra dels Balcans dels anys 90 del segle xx que es van desenvolupar després, moltes unitats paramilitars i militars sèrbies s'autoproclamaven txètniks; d'aquesta manera, els croats i musulmans van utilitzar la paraula per a referir-se despectivament a qualsevol unitat armada sèrbia, tant de caràcter regular com paramilitar.